# Giovanni Vincenzo de Filippi
Giovanni Vincenzo de Filippi (Venezia, 5 novembre 1656 – 16 febbraio 1738) è stato un vescovo cattolico italiano.

## Biografia
Nasce a Venezia, dalla nobile famiglia Filippi nel 1656. La sua data di nascita si può desumere dal suo epitaffio funebre, ma è anche riportata quale data del suo battesimo da Konrad Eubel, nella sua opera Series episcoporum Ecclesiae Catholicae. Le poche notizie circa la sua vita giovanile si hanno proprio da Eubel, dal Cornaro e dal Cicogna, il quale riporta. Entrò nell'ordine dei Servi di Maria, dimorando presso convento veneziano di Santa Maria dei Servi. Fu ordinato presbitero il 23 settembre 1679 e si laureò in teologia il 21 dicembre 1683. Quindi apprendiamo che predicò nelle terre del Peloponneso. Afferma infatti il Cicogna:
(Emmanuele Antonio Cicogna, Delle inscrizioni veneziane (Vol. I), presso Giuseppe Orlandelli Editore, Venezia, 1824)
L'elezione episcopale alla sede di Zante e Cefalonia avvenne il 10 dicembre 1698, per volere di papa Innocenzo XII. Il successivo 21 dicembre ricevette a Roma la consacrazione episcopale dal cardinale Sebastiano Antonio Tanara, abate commendatario di Nonantola e cardinale presbitero del titolo dei Santi Quattro Coronati. Tra le poche notizie che si hanno di lui in questo periodo si sa che restaurò la cattedrale e promosso lo studio della teologia tra i cittadini e nel seminario.
Il 10 maggio 1718 fu trasferito alla sede di Caorle per volere di papa Clemente XI. Qui le notizie circa il vescovo de Filippi sono più ricche ed esaustive, grazie anche ai decreti che scrisse in seguito alle quattro visite pastorali che effettuò nella diocesi. Si apprende che anche qui si occupò di sacra dottrina e di teologia, ordinò alcuni restauri della cattedrale e del suo campanile e fece edificare la Chiesa della Risurrezione nella IV presa dell'entroterra caorlotto, quella che oggi passa sotto il nome di Ca' Cottoni, e che costituiva l'unica altra chiesa parrocchiale della diocesi, oltre alla cattedrale. Ad oggi, dopo un recente restauro, lo stemma del vescovo de Filippi ancora campeggia sopra la porta d'ingresso della piccola chiesa barocca.
Morì il 16 febbraio 1738, come recita l'epitaffio fatto apporre nel convento di Santa Maria dei Servi a Venezia e riportato dal Cicogna:
Dal testo menzionato è possibile ricavare che la data del 5 novembre, benché indicata dall'Eubel anche come battesimo, si debba riferire a quella di nascita. Volle essere sepolto nella cattedrale caprulana, dove si era fatto preparare il sepolcro ai piedi dell'altare maggiore. Ancora oggi si può leggere la «curiosa» iscrizione che si fece preparare dall'abate di Latisana don Giovanni de' Conti:
NVDVM SINE NOMINE

CORPVS

QVOD CVNCTIS CONVENIT

VRNA CAPIT

NOMEN

SI QVÆRIS

QVÆRES

QVO VIXERIT ANNO

MDCCXXVII»
(Non giace nel tumulo
nudo senza nome
un corpo
che tutti convengono
contenga l'urna
il nome
se cerchi
cerca
chi era vissuto nell'anno
1727)
Nel Museo del tesoro del Duomo di Caorle sono conservati un piviale dorato ed una pianeta recanti lo stemma del vescovo de Filippi. È inoltre lui, secondo il Bottani, ad aver tradotto il frammento di iscrizione greca «ωΝυΔΑτωΝ» come aquarum che si trova su un'idria in pietra, identificata storicamente come una delle giare utilizzate da Nostro Signore per trasformare l'acqua in vino alle Nozze di Cana.

## Genealogia episcopale
La genealogia episcopale è:
- Cardinale Juan Pardo de Tavera
- Cardinale Antoine Perrenot de Granvelle
- Vescovo Frans van de Velde
- Arcivescovo Louis de Berlaymont
- Vescovo Maximilien Morillon
- Vescovo Pierre Simons
- Arcivescovo Matthias Hovius
- Arcivescovo Jacobus Boonen
- Arcivescovo Gaspard van den Bosch
- Vescovo Marius Ambrosius Capello, O.P.
- Arcivescovo Alphonse de Berghes
- Cardinale Sebastiano Antonio Tanara
- Vescovo Giovanni Vincenzo de Filippi, O.S.M.